# Королевские конные егеря

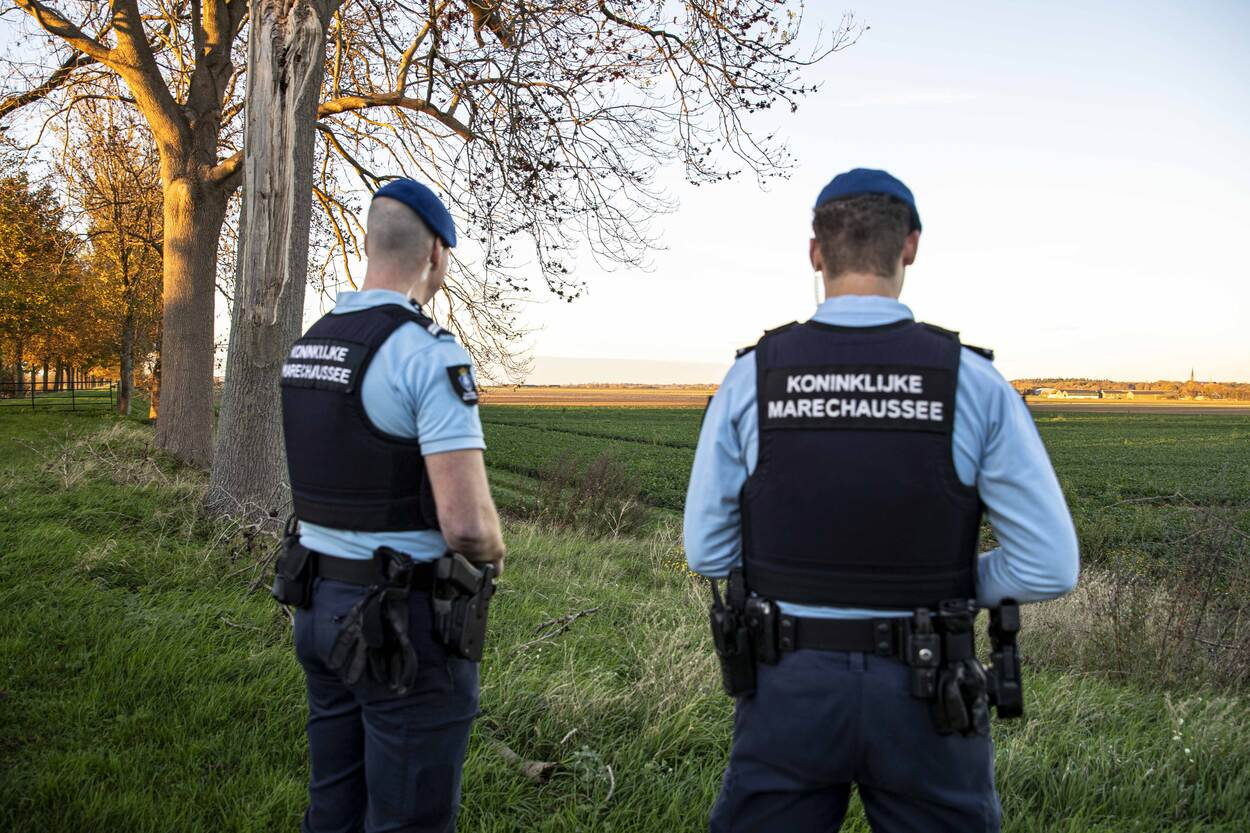
Патрульные Королевских конных егерей

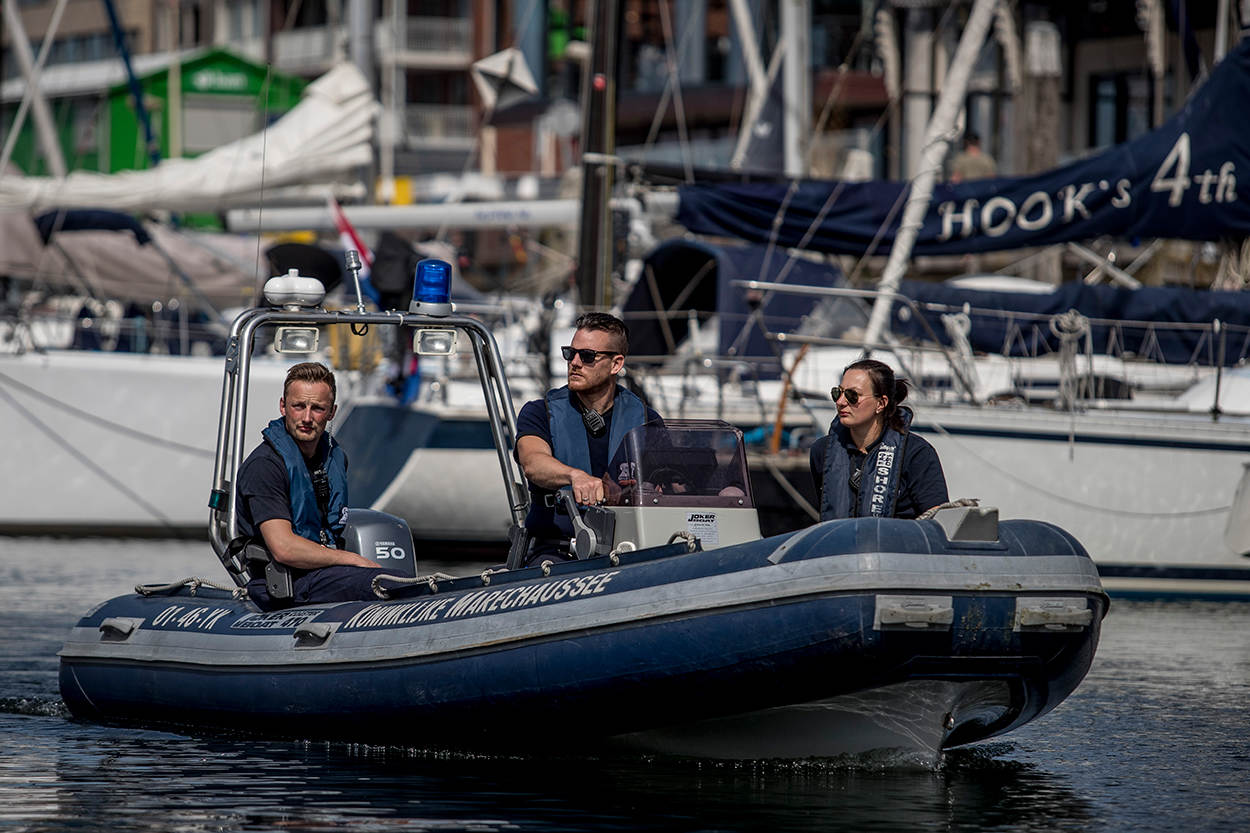
Патрульный катер Королевских конных егерей в порту Схевенингена

Королевские конные егеря (нидерл. Koninklijke Marechaussee) — жандармерия Нидерландов, входит в состав Вооружённых сил Нидерландов.
Была основана в 1814 году королём Нидерландов Виллемом I. Поскольку слово «жандармерия» за период, когда Нидерланды были частью наполеоновской империи, стало негативно восприниматься народом, было решено использовать название «конные егеря» (Marechaussee, также французского происхождения).

## Функции
Королевские конные егеря решают следующие задачи:
- выполнение функций пограничной охраны Нидерландов (в аэропортах, портах, на побережье и в составе мобильных групп, проводящих выборочные проверки на границах с государствами Шенгенской зоны);
- охрана особо важных объектов, включая аэропорты и военные базы;
- выполнение функций военной полиции, включая расследование преступлений, совершенных военнослужащими;
- помощь полиции в случае необходимости освобождения заложников, задержания особо опасных преступников, пресечения массовых беспорядков, обеспечения порядка при чрезвычайных ситуациях.

## Организация
Королевские конные егеря включают:
- 25 территориальных бригад (одна из них на Кюрасао);
- Бригаду специального назначения (BSB), включающую группы безопасности, наружного наблюдения и задержания;
- Взводы охраны особо важных объектов;
- Группу криминальной разведки (собирает информацию о тяжких преступлениях, в основном, через осведомителей);
- Центр по борьбе с подделкой документов и отделения персональных документов (ECID);
- Конную бригаду (выполняет как церемониальные, так и оперативные функции);
- Центр подготовки персонала.